# シャドウ・DN12
シャドウ・DN12 (Shadow DN12) は、シャドウ・レーシング・カーズが1980年のF1世界選手権に投入したフォーミュラ1カー。同チームにとって最後のマシンとなった。DN12は5戦に参加したが、その内の2戦は非選手権のレースであった。DN12は1981年シーズン、セオドールによって再使用された。

## 背景
1980年シーズン、チームは新型のDN11を投入したが、開幕から予選落ちを繰り返し、第3戦でジェフ・リースが唯一予選を通過、決勝では13位とマシンの戦闘力不足が明らかになった。そのため改良型のマシンを開発し投入する必要性に迫られたが、スタッフも資金も不足していたチームは十分な開発を行うことはできなかった。第5戦で新型のDN12を一台投入したが、これはDN11の小改良型にすぎなかった。ドン・ニコルズは5月にイギリス人実業家のテディ・イップにチームを売却する。イップは6月にシャドウ・チームに加わり、チームはその名をセオドール・シャドウに変更した。第7戦フランスGPでドライバー両名にDN12が与えられたが、2台とも予選落ちし、このグランプリを持ってシャドウの活動は停止した。

## 開発
シャドウ・DN12はヴィック・モリスとチャック・グレーミンガーによって開発された。いくつかの文献に同車の技術的な詳細が記述されているが、それらにはしばしば「魅力的ではない」と記載されている。DN12のホイールベースは2578mmで、1980年に登場したF1マシンの中で最短のホイールベースであった。コクピットマウントとエンジンカバーは水平に走り、後方で一つにまとまっていた。リアウィングは低い位置に取り付けられ、それらに連なるラインを形成した。エアスクープは存在しなかった。サイドポントゥーンは翼型であったが、風洞テストは行われなかった。エンジンはDN11と同じくコスワース8気筒を搭載した。
DN12は2台が製作された。

## レース戦績
DN12は第5戦ベルギーGPで1台が投入され、ジェフ・リースがドライブした。これは事前のテストも行われずに投入された。
リースがDN12をドライブする一方、ディヴ・ケネディは旧型のDN11をドライブした。リースはケネディよりも0.3秒早かった、両者共に予選落ちした。続くモナコGPでも両者共に予選落ちした。
2週間後に開催されたスペインGPは、1980年シーズンの第7戦として開催される予定であった。このスペインGPでチームはケネディにもDN12を与えた。リースは20位、ケネディは22位で予選を通過したが、このGPはFISAとFOCAが対立し、FISA系のアルファロメオ、エンサイン、フェラーリ、ルノー、RAMが撤退したため、通常よりも8台少ないままで行われた。決勝ではケネディが2周目にドライブミスでリタイア、リースは42周目にサスペンショントラブルでリタイアした。レース後、FISAとFOCAの政治的対立のためこのGPは無効とされ、ノンタイトル戦となった。
次戦のフランスGPでは全てのチームが出場した。このGPでもシャドウは2台のDN12を走らせたが、2台とも予選落ちした。

## セオドールとして
テディ・イップは1981年シーズン、セオドール・レーシングとしてF1に復帰した。開幕戦となるはずであった南アフリカGPにチームはセオドール・TR2と改名したDN12を投入したが、11周目にリタイアした。この南アフリカGPはその後ノンタイトル戦となった。

## F1における全成績
(key) （太字はポールポジション）
| ARG    | BRA      | RSA | USW | BEL      | MON | FRA | GBR | GER | AUT | NED | ITA | CAN | USA | 0 | - |  |  |  |  |  |
| 1980年 | シャドウ | G   |     |          |     |     |     |     |     |     |     |     |     | 0 | - |  |  |  |  |  |
| 1980年 | シャドウ | G   | 17  | リース   |     |     |     |     | DNQ | DNQ | DNQ |     |     | 0 | - |  |  |  |  |  |
| 1980年 | シャドウ | G   | 18  | ケネディ |     |     |     |     |     |     | DNQ |     |     | 0 | - |  |  |  |  |  |

## 参照
1. ↑  Hodges: A - Z of Grand Prix Cars. 2001, S. 233.
2. ↑  Menard: La Grande Encyclopedie de la Formule 1. 2000, S. 502.
3. 1 2  Hodges: A - Z of Grand Prix Cars. 2001, S. 210.
4. ↑  Cimarosti: Das Jahrhundert des Rennsports. 1997, S. 308.
5. ↑  Der Shadow DN12 auf der Internetseite www.oldracingcars.com.